# Білліна
Білліна (англ. Billina) — курка, персонаж серії книг американського письменника Л. Ф. Баума про казкову країну Оз. Вперше з'являється у книзі Озма з країни Оз (1907).

## Історія
У книзі «Озма з країни Оз» Дороті Ґейл, після того як її під час подорожі на кораблі шторм викидає за борт, рятується на клітці для курей, де виявляє курку Білліну, яка вміє говорити. У цій книзі Білліна грає ту ж роль, що й песик Тото у книзі «Дивовижний чарівник країни Оз» (1900). Ймовірно, виникнення образу Білліни пов'язане з тим, що перша книга Баума 1886 року — «Короткий посібник із розведення, виховання та утримання гамбурзьких курей».
Комунікабельна і зухвала курка, Білліна розповідає Дороті: «коли я тільки вилупилася з яйця, ніхто не знав, що з мене вийде, курка чи півень, тому хлопчик з нашої ферми назвав мене Біллом». Дороті наполягає на тому, що якщо її попутниця — курка, то повинна носити жіноче ім'я і пропонує звати її Білліна, з чим та погоджується. У ході подальшого розвитку подій Білліна надає неоціненну допомогу Дороті та її друзям, перехитривши злого короля гномів Руггедо, і давши можливість знову набути людської подоби зачарованим друзям Дороті та членам королівської родини країни Ев. Наприкінці книги Білліна залишається жити у Смарагдовому місті країни Оз.
У книзі «Дорога до країни Оз» (1909), Білліна разом із Тік-Таком зустрічає Дороті, Косматого, Ґудзик та Поліхромію, які прямують на урочистості з нагоди дня народження принцеси Озми.
У наступних книгах серії про країну Оз згадується, що в Білліни вже з'явилося багато курча (батько яких невідомий). Білліна називає їх усіх «Дороті» на честь подруги. Коли з'ясовується, що деякі з цих пташенят будуть півнями, Білліна змінює їм імена на «Даніель».

## У кіно
Білліна з'являється в нині втраченому німому фільмі Отіса Тернера та Френсіса Богса «Чарівна фея і радіоп'єси» (1908). Ймовірно, для знімання використано справжню курку, як і справжнього собаку для ролі Тото.
У фільмі 1985 року «Повернення в країну Оз» Білліна є головним героєм. Її образ розробив Мак Вілсон за допомогою аніматроніки, озвучує Деніза Браєр.